# Marange-Silvange
Marange-Silvange là một xã trong vùng hành chính Lothringen, thuộc tỉnh Moselle, quận Metz-Campagne, tổng Marange-Silvange. Tọa độ địa lý của xã là 49° 12' vĩ độ bắc, 06° 06' kinh độ đông. Marange-Silvange nằm trên độ cao trung bình là 120 mét trên mực nước biển. Xã có diện tích 15,24 km², dân số vào thời điểm 2004 là 5650 người; mật độ dân số là 369,3 người/km². Xã nằm khoảng 16 km phía tây-bắc của Metz, thuộc Pháp từ năm 1766.

## Thông tin nhân khẩu
| 1990  | 1999  |
| ----- | ----- |
| 5 702 | 5 444 |